# 李昌林
李昌林（1965年4月—），重庆人，中华人民共和国外交官，曾任中华人民共和国驻布隆迪共和国特命全权大使和中华人民共和国驻摩洛哥王国特命全权大使。

## 生平
1986年，进入中华人民共和国外交部工作，先后在驻贝宁大使馆、外交部翻译室、驻摩洛哥大使馆、外交部西欧司、驻法国大使馆、监察部驻外交部监察局任职。2007年，任驻布隆迪大使馆参赞。2010年，任驻喀麦隆大使馆参赞。2013年，任外交部机关党委副司级干部。2014年，任安徽省人民政府外事办公室副主任。2017年，任外交部副司级干部。同年9月，出任中华人民共和国驻布隆迪大使。2021年4月，出任中华人民共和国驻摩洛哥大使。2025年7月，自驻摩洛哥大使离任。

## 家庭
已婚，有一子。